# Félix Raymond
 (juin 2020).
Si vous disposez d'ouvrages ou d'articles de référence ou si vous connaissez des sites web de qualité traitant du thème abordé ici, merci de compléter l'article en donnant les références utiles à sa vérifiabilité et en les liant à la section « Notes et références ».
Félix Raymond, dit Jean-Pierre, est pilote des Forces aériennes françaises libres, pilote et officier supérieur de l'Armée de l'air puis pilote de l'aviation civile à la T.A.I et à Air Vietnam,.

## Biographie
Engagé pilote au sein des Forces aériennes françaises libres dès aout 1940, sous les ordres de Lionel de Marmier au sein des Lignes aériennes militaires, pilote du colonel Philippe Leclerc de Hauteclocque puis aux commandes de l'avion du Général de Gaulle de 1944 à 1948. 
Commandant de la 1re escadrille gouvernementale au sein du Groupe de liaisons aériennes ministérielles 1/60, Félix Raymond termine sa carrière aéronautique comme pilote civil aux Transports Aériens Intercontinentaux  puis à Air Vietnam durant la guerre d'Indochine.

## Carrière militaire
« Boursier de pilotage », Félix Raymond est intégré au « Deuxième groupe d'ouvrier d'Aéronautique » et détaché à l'école Farman de Toussus-le-Noble. Il devient titulaire du Brevet Militaire de pilote d'avion no 22278, le 7 août 1931.
Puis il débute au 31e régiment d'aviation d'observation et est nommé sur sa demande de volontariat aux théâtres d'opérations extérieurs, à la 4e escadrille de Colomb-Béchard en septembre 1935 .
Basé en Algérie, il acquiert une importante expérience dans les vols au-dessus du Sahara et du Sahel, de l'Atlantique jusqu'à la Corne de l'Afrique sur Potez 25.
Il embarque sur le Savorgnan de Brazza le 17 mai 1938 et débarque à Pointe-Noire, affecté sur sa demande aux Forces Aériennes d'Afrique Equatoriale Française, bataillon de l'air 214.3.

### La Seconde Guerre mondiale
Il rallie les Forces françaises libres le 28 août 1940, avec quelques camarades hostiles à la capitulation et aux nazis. Il est engagé comme pilote dans les toutes nouvelles Forces aériennes françaises libres à Brazzaville. Il devient pilote de l'État Major du Commandement de l'Air, et c'est à ce poste qu'il multiplie les missions à bord de son Bloch MB.120. Lâché à Brazzaville sur Glen Martin en mars 1941 au sein de l'Escadrille de Bombardement n°2 sous les ordres du Cdt Georges Goumin. 
Attaché au colonel Philippe Leclerc de Hauteclocque, il pilotera en particulier son avion lors des campagnes du Fezzan, de Tripolitaine et de Tunisie . assurant aussi les liaisons entre le Tchad et les villes d'Afrique-Équatoriale française ainsi que vers les bases anglaises d'Égypte.

C'est à cette période qu'il commencera à piloter régulièrement pour le général de Gaulle en Afrique et à assurer des missions en Égypte, en Afrique de l'Est et au Levant. Le plus souvent en équipage constitué avec Aimé Bully (mécanicien navigant) et Louis Venangeon (radio navigateur)  .
Outre son rôle de pilote auprès du colonel Leclerc, ses missions sont le transport en cours d'opération de personnels, de personnalités et de ravitaillement pour la colonne Leclerc. 
L'immense majorité du ravitaillement monte des ports libres de l'Afrique équatoriale ou des colonies anglaises, par les pistes et les fleuves, à dos de chameaux parfois, contournant les territoires encore acquis au gouvernement de Vichy et souvent au prix d'efforts surhumains et permanents. L'avion permettra un acheminement rapide de matériels essentiels ou sensibles et autres éléments de rechange, et parfois même de munitions ou d'essence pour l'avant. Il permet aussi et surtout l’évacuation des blessés évitant de « fixer » des moyens médicaux lourds trop près des zones de combat. 
Le lieutenant Raymond utilise lors de ces évacuations sanitaires vers l'arrière toute sa capacité de pilote et de spécialiste du vol en zone désertique et saharienne. Il s'agit de conjuguer au maximum des impératifs élémentaires que sont les masses et le centrage et la prise en compte d'éléments climatiques très hostiles aux hommes et à l'intégrité des machines. Les équipes au sol comme les équipages le savent, Félix Raymond ne laisse personne « par terre ». La chaleur, le sable et la poussière abîment très vite le trop petit nombre d'appareils. Le trio Raymond-Bully-Venangeon fonctionnera heureusement à merveille.
1941, le lieutenant Raymond collabore avec le groupe de bombardement Bretagne à partir de la base d'Ounianga, en particulier pour les opérations lors de la bataille de Koufra. Il participe aussi à cette époque à quelques missions de reconnaissance et de bombardement, en particulier sur Mourzouk et Oum El Araneb. Le colonel Pierre Carretier, ancien compagnon de Jean Mermoz sur "L'oiseau bleu", est durant cette offensive en équipage constitué avec Raymond. Plus d’une vingtaine d’années après, devenu général, Pierre Carretier, est  cité dans la revue des anciens de la 2eme DB, Caravane, n° 250 de mars 1965, à propos d'un retour de mission en Tripolitaine avec Raymond dans le cockpit et aux commandes : "Privés de radio et dans le vent de sable, c’est grâce à la science et à l’instinct de navigation de Raymond, que nous sommes rentrés". 
Il sera associé dans les mêmes conditions à la deuxième campagne du Fezzan à partir de 1943,. 
En avril 1941, le Slt Soubabere et le Slt Raymond seront les deux premiers pilotes français parmi les très rares à être qualifiés sur le premier et seul appareil de série de type aile volante jamais opéré par l'armée de l'air française et à toutes les époques. C'est Jim Mollison qui leur livrera le Cunliffe-Owen Aircraft (en) 0A-1 baptisé "Clyde Clipper", également connu sous la dénomination Burnelli UB-14 (en) L'avion sera intégré aux Lignes aériennes militaires du colonel Lionel de Marmier.  
Le 6 janvier 1943, il ramènera à Fort Lamy, le colonel Leclerc assis à ses côtés au poste de pilotage et triomphant, sept officiers italiens prisonniers capturés à Gatrun. 
Après la campagne de Tunisie, il reste basé en Afrique du Nord. C'est à Alger qu'il reçoit sa nouvelle affectation de Chef de bord et pilote du général de Gaulle, détaché à son cabinet militaire, à la Villa de Glycines, assurant entre autres, des missions en Corse et en Italie .
Renversé par une moto le 27 juin 1944 à Alger, tibia et péroné cassés le clouent à l'hôpital et l'empêchent de collaborer au voyage qui, partant d'Alger via Gibraltar, ramène le général de Gaulle sur le sol de France à Cherbourg dans la nuit du 19 au 20 août 1944. C'est le colonel de Marmier qui sera aux commandes de l'avion, en compagnie des éternels complices Louis Venangeon et Aimé Bully.
Félix Raymond pilotera cependant, en compagnie de Venangeon et de Bully, Yvonne de Gaulle ainsi que sa fille Elisabeth pour leur retour en France, à Orly, en provenance d'Alger-Boufarik, le 22 septembre 1944.
En décembre 1944, il est aux commandes de l'avion du voyage en URSS du général de Gaulle, pour la signature du traité d'alliance entre la France et l'URSS.
Sont du voyage par la « route Sud » via Tunis, Le Caire, Téhéran puis Bakou (le dernier tronçon s'effectuant en train spécial, via Stalingrad), outre le Général de Gaulle, Georges Bidault, le général Juin, l'ambassadeur d'URSS à Paris Alexandre Bogomolov, Gaston Palewski, le lieutenant Claude Guy, le commandant Henry de Rancourt de Mimérand, et bien entendu le lieutenant Venangeon et le sous-lieutenant Bully. Au retour, c'est un équipage soviétique pilotant un DC3 qui les ramènera à Bakou en présence du colonel de Marmier, qui devait disparaître tragiquement deux semaines plus tard au-dessus de la Méditerranée.

### L'après-guerre
Après la Libération, le capitaine Félix Raymond est basé à Villacoublay et prend rapidement le commandement de la 1re escadrille gouvernementale au sein du Groupe de liaisons aériennes ministérielles 1/60.
Il sera de nombreuses fois aux commandes des avions qui emmèneront le général de Gaulle en Amérique du Nord via Gander ou en Amérique du Sud via Dakar. Il prendra livraison aux États-Unis du premier Douglas DC-4 offert en 1945 par le président Truman au général de Gaulle. 

Il demeurera pilote de Charles de Gaulle jusqu'au départ de celui-ci du gouvernement en 1946 et restera en contact avec lui, comme en témoignent divers courriers jusqu'à son décès.
Aux obsèques du commandant Raymond, le 11 janvier 1965, au pied du catafalque, comme le notera un journaliste, une gerbe de fleurs portait l'inscription « Le Président de la République » et un article de journal n'hésitera pas à présenter non sans humour que Félix Raymond était « L'homme qui avait fait capoter de Gaulle », faisant référence à un incident arrivé à Port-Gentil : Le Général ce jour, décida de partir pour Douala malgré l’avis de son pilote. Rapidement le roulage pénible sur la piste totalement détrempée s’était terminé par un capotage dans la boue heureusement sans gravité, le Général indemne avait alors rectifié sa tenue et reconnu, imperturbable : « C'est bon Raymond. C’est vous qui aviez raison ! »,

#### L'Indochine
Félix Raymond participera ensuite au pont aérien sur Berlin en 1948-1949 puis servira en Indochine en 1950 à l'escadrille de liaison aérienne no 52 à Saïgon.
En 1951, il prend la décision de quitter l'armée de l'air et de devenir pilote civil. Toujours stationné en Extrême-Orient, d'abord à la TAI, puis à la compagnie Air Vietnam, nouvellement crée, et ce, jusqu'en 1955.  
C’est à ce titre civil, à partir de janvier 1954, qu'il participera néanmoins à l'installation du camp de Ðiện Biên Phủ et ce, jusqu'au commencement de la bataille le 13 mars 1954. Il enchaînera à cette époque sur son Bristol 170 Freighter jusqu'à 4 rotations par jour entre Hanoï et le camp bientôt retranché. Il participera aussi à l'évacuation de Hanoï, de Haïphong et de tout le delta du fleuve Rouge par le pont aérien sur Saïgon dès le 20 juillet 1954. Durant cette période, les cadences des décollages et atterrissages ainsi que les heures de vol s'enchaîneront très intensément pour le commandant Raymond.
C'est ainsi que sur un vol d'évacuation Hanoï-Saïgon du 15 août 1954 sur le Bristol Freighter F-VNAI, une panne moteur oblige l'équipage à dérouter sur l'aéroport de Paksé (Laos) avec une approche aggravée par des conditions météo délicates et un fort vent latéral. L'avion finira sa course dans la rivière Xe Don, affluent du Mékong faisant 47 victimes.
Cette éprouvante et tumultueuse période de la fin de la guerre d'Indochine aux commandes de Douglas DC-3, DC-4 ou de Bristol se conclut par la perte de sa licence de vol pour raison médicale. 
À son retour en France, il retrouve son épouse Henriette Janine Raymond, née Gillet, médaillée de la Résistance  et rencontrée au cabinet militaire du général de Gaulle à l'époque du Gouvernement provisoire de la République française et avec qui il aura bientôt un fils.

## Décorations
- Officier de la Légion d'honneur[21]
- Croix de guerre 1939–1945 avec palmes[21]
- Médaille de la Résistance française[21]
- Médaille coloniale Agrafes Sahara, AFL, Koufra, Fezzan-Tripolitaine, AEF, Tunisie[21]
- Médaille de l'Aéronautique[21]
- Médaille commémorative française de la guerre 1939–1945[21]
- Officier de l'Étoile noire[21]
- Officier du Nichan Iftikhar[21]